# Буркард
Св. Буркард (на немски: Burkard, Burkhard, Burgheard; * 683; † 755, Хомбург ам Майн) е първият епископ на Вюрцбург (742 до 754). Честван е като Светия на 2 февруари и на 14 октомври.

## Живот
Той е англосаксонец от Южна Англия и бенедиктански монах, както Бонифаций, който го помазва на 30 години за свещеник.
Около 715 г. той тръгва на мисионерска работа в Европа. През 738 г. е вероятно 1. абат на манастир Рорлах, днешният Нойщат ам Майн. Бонифаций го номинира в началото на 742 г. за първия епископ на Вюрцбург.
Буркард посещава съборите от 742 до 747. По нареждане на Пипин III той пътува заедно с абат Фулрад от Сен Дени при Париж през 750/751 г. до Рим. Там взема разрешително от папа Захарий за сваляне на последния от Меровингите – Хилдерих III.
През 750 г. Буркард основава манастир „Св. Андреас“ във Вюрцбург, по-късно преименуван на Санкт Буркард.
През пролетта на 754 г. той се отказва от всичките си служби и става отшелник при Хомбург ам Майн, където следващата 755 година умира. На 11 октомври 988 г. тленните му останки са пренесени от епископ Хуго в основания от него манастир „Св. Андреас“ във Вюрцбург.